# Provinciale weg 509
De provinciale weg 509, ook wel N509, is een provinciale weg in Noord-Holland die loopt van de aansluiting met de N243 ten noorden van Noordbeemster naar de aansluiting met de N247 bij Oosthuizen. 
De N509 begint bij de rotonde met de N243 en loopt richting Noordbeemster. In de bebouwde kom van Noordbeemster buigt de weg af richting het oosten. Hier gaat de weg onder de A7 door en buigt twee keer af richting Oosthuizen. Net voor Oosthuizen buigt de N509 voor de laatste keer af richting het noorden. Nadat de weg de bebouwde kom van Oosthuizen binnenkomt eindigt de N509 met een rotonde op de N247.
De weg is uitgevoerd als erftoegangsweg met een maximumsnelheid van 60 km/h (behalve in Noordbeemster en Oosthuizen, daar 50 km/h). Deels is er een vrijliggend fietspad aanwezig en deels fietsstroken. De weg draagt achtereenvolgens de namen Middenweg, Oosthuizerweg, 'Purmerenderweg, Kerkeweg en Oostdijk.
N23 · N194 · N196 · N197 · N198 · N199 · N200 · N201 · N202 · N203 · N204 · N205 · N206 · N207 · N208 · N209 · N210 · N211 · N212 · N213 · N214 · N215 · N216 · N217 · N218 · N219 · N220 · N221 · N222 · N223 · N224 · N225 · N226 · N227 · N228 · N229 · N230 · N231 · N232 · N233 · N234 · N235 · N236 · N237 · N238 · N239 · N240 · N241 · N242 · N243 · N244 · N245 · N246 · N247 · N248 · N249 · N250 · N307

N401 · N402 · N403 · N404 · N405 · N406 · N407 · N408 · N409 · N410 · N411 · N412 · N413 · N414 · N415 · N416 · N417 · N418 · N419 · N420 · N421 · N439 · N440 · N441 · N442 · N443 · N444 · N445 · N446 · N447 · N448 · N449 · N450 · N451 · N452 · N453 · N454 · N455 · N456 · N457 · N458 · N459 · N460 · N461 · N462 · N463 · N464 · N465 · N466 · N467 · N468 · N469 · N470 · N471 · N472 · N473 · N474 · N475 · N476 · N477 · N478 · N479 · N480 · N481 · N482 · N483 · N484 · N487 · N488 · N489 · N490 · N491 · N492 · N493 · N494 · N495 · N496 · N497 · N498 · N501 · N502 · N503 · N504 · N505 · N505 (Andijk) · N506 · N507 · N508 · N509 · N510 · N511 · N512 · N513 · N514 · N515 · N516 · N517 · N518 · N519 · N520 · N521 · N522 · N523 · N524 · N525 · N526 · N527 · N806 · N830 · N848

Cursief vermelde wegen zijn voormalige Provinciale wegen